# 班卒
班卒，是馬來西亞柔佛州麻坡縣的一個小鎮，毗鄰麻坡河，人口約5000人，以“mengail udang”及淡水蝦而聞名。班卒曾是馬來西亞重要的河港。馬來西亞成立後，在20世紀70至80年代，隨著道路網絡得到改善，班卒的經濟重心逐漸從船運轉移至工農業。此外，班卒有數所華人學校，是傳承華教文化的重要基地。

## 歷史
「班卒」二字最早出現於中国元代航海家汪大渊撰寫的《岛夷志略》中，曾抵达这里並將其称为“班卒兒”。
自二戰後到1970年代，班卒是個水路發達的重要小鎮及交通轉運站。當時有許多在上游(如武吉哈逢（Bukit Kepong）)船舶停靠於此，鎮內經濟活動因而發達。
70年代以後，由於道路網絡得到改善，河運逐漸沒落，班卒人因工作機會減少逐漸外移至麻坡市區、吉隆坡、檳城等地。主要栽種的農作物亦由橡膠翻種為油棕。
2006年底至2007年初，班卒受到2006-07年東南亞洪水的影響。區內受災的村莊為Kg Sg Ranggam、Sg Alai、Kg Terus、Kg Melayu、Semaseh 和 Kg Jawa。

## 熱門景點
- 靈安殿

## 外部連結
[在维基数据编辑]
 《欽定古今圖書集成·方輿彙編·邊裔典·古里班卒部》，出自陈梦雷《古今圖書集成》
 《明史卷三百二十六》，出自《明史》